# Etna film
La Etna film è stata una società di produzione cinematografica siciliana, fondata a Catania il 31 dicembre 1913.

## Storia

### Gli inizi
La nascita dell'Etna film, la cui denominazione completa era Società anonima Etna film avvenne con atto notarile del 31 dicembre 1913. L'amministratore e finanziatore fu il cavalier Alfredo Alonzo, personaggio molto influente nella Catania dei primi anni del novecento. Egli era proprietario di una raffineria di zolfo ed interessato all'esportazione di prodotti alimentari oltre che azionista di una società armatrice che si occupava di trasporto merci.
La società fu dotata di un capitale di 200.000 lire, una somma di tutto rispetto per l'epoca, ed iniziò a costruire un complesso elefantiaco per quelli che erano i primi passi della cinematografia.
La sede della società, i teatri di posa, le officine e i locali per il trattamento delle pellicole, erano ubicati nel rione di Cibali, nei pressi della stazione della Circumetnea su una superficie di circa tre ettari. Comprendeva palazzine uffici, ben due teatri di posa, officina meccanica e di falegnameria per l'approntamento delle scenografie, camerini per gli attori, sartoria e sala trucco.

### Il cast tecnico artistico
Il cavalier Alonzo non guardò al risparmio e fece arrivare a Catania quanto di meglio esisteva allora in fatto di attori, registi, tecnici e sceneggiatori. Comperò le attrezzature cinematografiche più avanzate facendole arrivare da tutto il mondo e scritturò quanto di meglio offriva il mercato nel campo degli attori.
Per la direzione artistica fece venire a Catania il conte Giuseppe De Liguoro che fu anche il regista di diversi film ed in qualche caso anche l'attore protagonista.
Cronache dell'epoca ci riportano che nel centro dell'attività, lavoravano alla realizzazione dei film oltre 500 persone che rappresenta un numero enorme per l'epoca.

### La produzione
La produzione realizzava film relativi a tutti i generi in voga all'epoca. I primi film uscirono nelle sale di tutta Italia nel mese di dicembre del 1914 e furono Rendez-vous e Paternità, due drammoni grondanti sentimento. Poco dopo uscì quello che si può definire un film del genere peplum, Christus. Al film parteciparono centinaia di comparse nelle scene di massa.
L'anno successivo uscirono: Il cavaliere senza paura, La dama bianca, Poveri figlioli!, La coppa avvelenata e molti altri. Oltre a film a sfondo drammatico vennero realizzate anche delle commedie per le quali la Etna film si era dotata di una particolarmente specializzata squadra di ripresa.

### La fine improvvisa
Dopo circa due anni dall'inizio delle produzioni la società cessa improvvisamente di operare. Tutti i film vengono prodotti nel biennio 1914-15. Tra le molte cause che ne determinarono la chiusura anche inizio della guerra mondiale, gli insanabili attriti interni, le errate scelte produttive, tra le quali l'infelice decisione di produrre il succitato "Christus" in contemporanea con un altro "Christus", realizzato sempre nel 1914, dalla Cines per la regia di Giulio Antamoro (e successivamente di Enrico Guazzoni) che avrà un enorme successo di pubblico sia in Italia che all'estero, lasciando ben poco spazio al kolossal della Etna Film. Di conseguenza, lo sperpero di denaro e in ultima analisi la mancata programmazione, l'improvvisazione e il mecenatismo fecero il resto. Con l'Etna Film scomparvero anche le altre tre case di produzione catanesi: la "Jonio Film", la " Sicula Film" e la "Katana Film". I locali della "Etna", riattati, esistono ancora nel quartier catanese di Cibali.

## Le attrezzature
Oltre alle attrezzature tecniche per la ripresa cinematografica, lo società disponeva di diverse automobili, un pullman, carrozze, cavalli oltre ad arredi per gli interni.
Da notare che un meccanico dell'Etna Film, Francesco Margiunti, inventò due regoli calcolatori per la perforazione della pellicola negativa e positiva, che oggi si trovano al Museo nazionale del Cinema di Torino.